# کاکنگوا پیکینینی
کاکنگوا پیکینینی (انگلیسی: Kakengwa Pikinini؛ زادهٔ ۲۹ ژوئن ۱۹۷۱) بازیکن زن بسکتبال اهل جمهوری دموکراتیک کنگو بود. وی در بازی‌های المپیک تابستانی ۱۹۹۶ شرکت کرده‌است.